# Домброва (Сьремський повіт)
Домброва (пол. Dąbrowa, нім. Dombrowo, Dorf und Vorwerk) — село в Польщі, у гміні Сьрем Сьремського повіту Великопольського воєводства.
Населення — 368 осіб (2011).
У 1975-1998 роках село належало до Познанського воєводства.

## Демографія
Демографічна структура станом на 31 березня 2011 року:
|          | Загалом | Допрацездатний вік | Працездатний вік | Постпрацездатний вік |
| -------- | ------- | ------------------ | ---------------- | -------------------- |
| Чоловіки | 177     | 39                 | 130              | 8                    |
| Жінки    | 191     | 39                 | 120              | 32                   |
| Разом    | 368     | 78                 | 250              | 40                   |